# 长沙市北雅中学
长沙市北雅中学，中華人民共和國湖南省长沙市初级中学，长沙市雅礼中学的分部之一，秉承雅礼中学的传统。